# Francesca Biral
Francesca Biral (Mirano, 20 settembre 1979) è un'ex cestista italiana.

## Carriera
Cresciuta nella Reyer Venezia gioca per tre anni in Serie A2 nel San Bonifacio, per poi passare al Basket Treviso.
Nel corso del mercato invernale della stagione 2005-2006 passa alla Pallacanestro Ribera, con la quale si aggiudica la Coppa Italia di Basket Femminile, nella Final Six 2006 di Schio, battendo in finale Faenza 75-72.
Dopo l'esperienza in Serie A1, nell'agosto 2006 passa all'A.S.D. San Martino di Lupari.

## Palmarès
- Coppa Italia: 1
Banco di Sicilia Ribera: 2006